# Патријарх александријски Јован II
Патријарх Јован II Мела (јез-гр Ιωαννης Β' ο Μοναζων; преминуо 29. априла 505) је био Александријски патријарх у периоду од 496−505. Био је монофизит. Помиње се као Јован II у Православној цркви и Јован I у Коптској цркви, која није признала Јована Талију.

## Биографија
Рођен у Александрији у хришћанској породици. Замонашио се у Нитријској пустињи, у манастиру Светог Макарија Великог.
После смрти Атанасија II Келита, Јован Мела је против своје воље посвећен атријарха Александријског 29. септембра 496. године. Био је први епископ александријски, изабран међу пустињским монасима, а не из ученог александријског свештенства. Био је патријарх осам година и седам месеци.
За време свог патријарховања, забележено је да је од цара обезбедио дарове жита, вина и уља за свој некадашњи манастир.
Био је упорни противник Халкидонског сабора и одржавао је контакт са онима који су прихватили Енотикон цара Зенона без анатемисања формалног Халкидона. При томе је у великој мери сачувао цркву у свету, иако је настављен раскол акефала, који се противио и Халкидонском сабору и покушају помирења, који је био у Енотикону.